# Artushof Stralsund
Der Artushof ist ein denkmalgeschütztes Gebäude im Stadtgebiet Altstadt der Stadt Stralsund. Das Gebäude an der Westseite des Alten Marktes an der Ecke zur Mühlenstraße ist 15 Meter breit und 17 Meter tief.

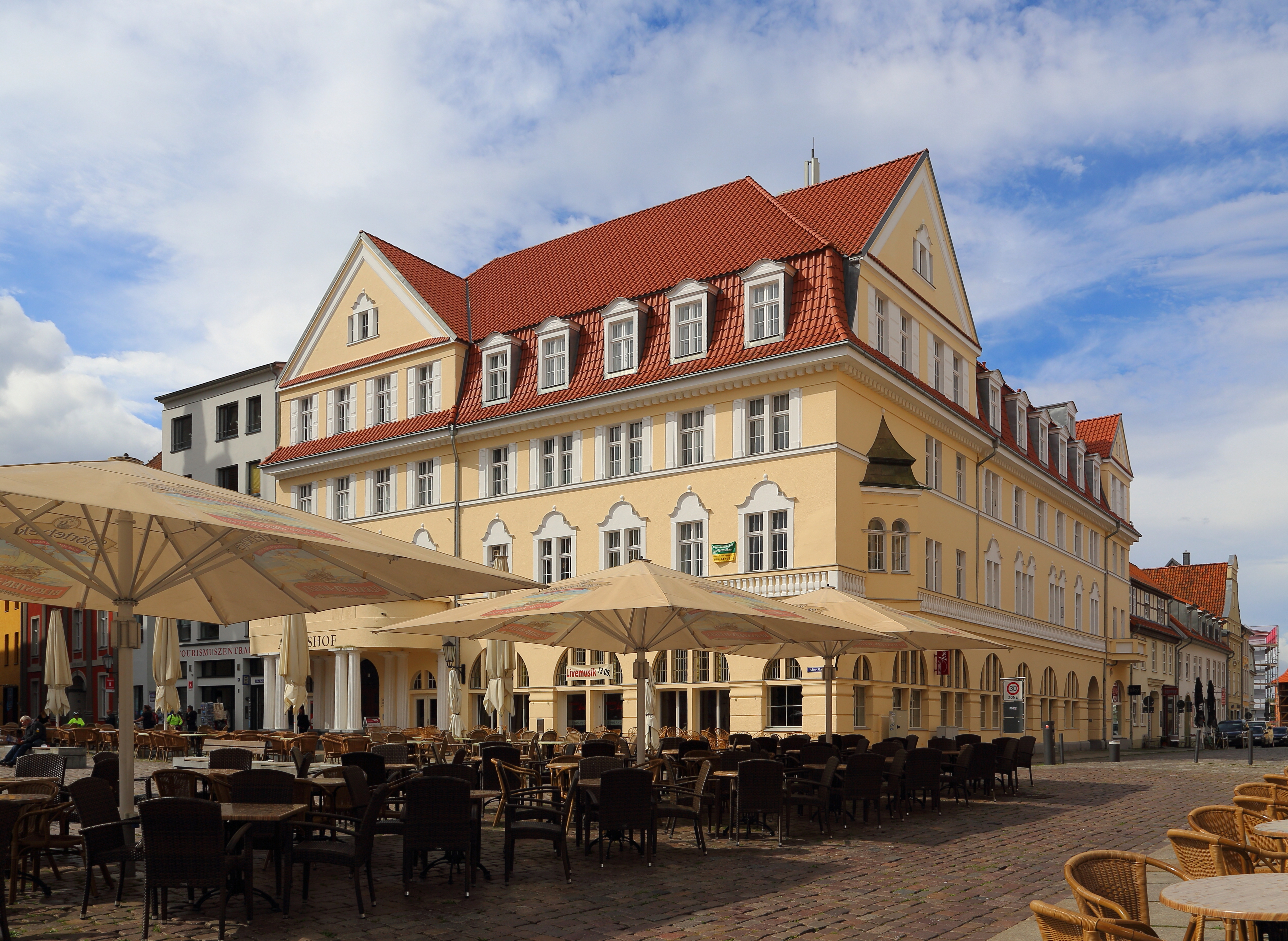
Artushof am Alten Markt in Stralsund (2016)

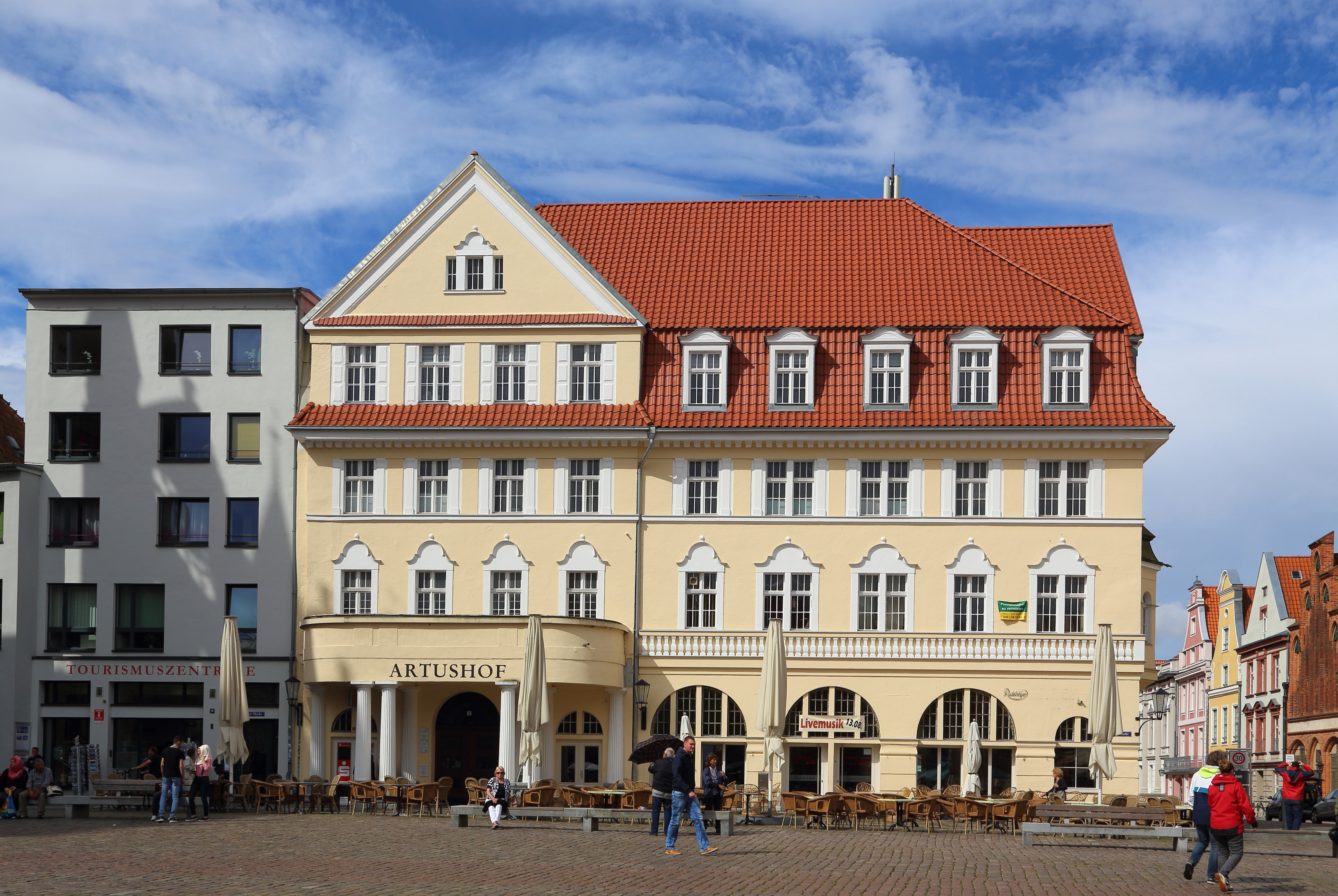
Westseite des Alten Marktes in Stralsund (2016)

## Geschichte
Bereits 1316 wurde an dieser Stelle des Alten Marktes ein so genannter „Artushof“ errichtet. Die im 14. Jahrhundert entstandenen Artushöfe fand man vorrangig in den Städten der Hanse. Sie dienten den städtischen Oberschichten als gesellschaftlicher Treffpunkt. Namensgeber war angeblich König Artus. Der Artushof Stralsund diente der Ausrichtung offizieller Empfänge und Feste und wurde für die Unterbringung bedeutender Gäste der Stadt genutzt. Die erste urkundliche Erwähnung aus dem Jahr 1541 berichtet vom „Khonig Arendshoff“. Die dem Artushof zugehörige Gastwirtschaft wurde ausschließlich alteingesessenen und angesehenen Stralsunder Bürgern zur Bewirtschaftung verpachtet. Die Stralsundische Zeitung berichtete 1930 davon, dass im Jahr 1499 im Artushof 2020 Hektoliter Bier ausgeschenkt wurden.
Das Haus beherbergte im Laufe der Jahrhunderte u. a. Herzog Philipp I. von Pommern sowie den Schwedenkönig Gustav II. Adolf, der vom 10. Oktober 1630 hier für zwei Wochen Quartier bezog. 1678 wurde ein Fest zu Ehren des Großen Kurfürsten ausgerichtet, der die Stadt erobert hatte.
Am 12. Juni 1680 wurde dieses Gebäude Opfer des großen Stadtbrandes. Erst 1702 wurde hier wieder gebaut, nämlich die schwedische Stadtwache. Es folgte eine militärische Nutzung des Gebäudes durch Schweden, Dänemark, Frankreich und Sachsen und letztlich ab 1815 Preußen. Im Januar 1900 erwarb der Beauftragte des Berliner Wertheim-Konzerns, Drucker, das Gebäude. Die Stralsundische Zeitung schrieb am 14. Januar 1900 von den Plänen Georg Wertheims, der seinen Konzern einst in Stralsund begründet hatte, dass Wertheim „(…) nach Übernahme des Gebäudes ein großes, allen Anforderungen entsprechendes Geschäftshaus an dieser Stelle errichten will. Es sei noch berichtet, dass natürlich das alte, unmittelbar neben der Hauptwache liegende Geschäftshaus der Firma als solches bestehen bleibt und mit dem neu zu errichtenden Gebäude verbunden wird.“ Diese Pläne wurden jedoch nicht umgesetzt, dafür wurde nach dem Abriss im Jahr 1911 im darauf folgenden Jahr ein Hotel errichtet, das von Franz Klamm betrieben wurde. Als solches diente das noch heute zu sehende Gebäude bis 1942. In diesem Jahr zog die Städtische Sparkasse hier ein. Bis April 1945 unter diesem Namen geführt wurde am 1. August an derselben Stelle die Filiale der Stadtbank Stralsund eröffnet. Nach verschiedenen Namenswechseln zog die Sparkasse im Februar 1956 in das schräg gegenüber liegende Gewerkschaftshaus (Alter Markt 4) ein. Der Artushof diente im Erdgeschoss nach der Nutzung durch die Pommersche Volksbank ab 2010 wieder im ursprünglichen genutzten Sinne als Gaststätte.
Der Artushof liegt im Kerngebiet des von der UNESCO als Weltkulturerbe anerkannten Stadtgebietes des Kulturguts „Historische Altstädte Stralsund und Wismar“. In die Liste der Baudenkmale in Stralsund ist es mit der Nummer 9 eingetragen.